# Pierrefiques
Pierrefiques – miejscowość i gmina we Francji, w regionie Normandia, w departamencie Sekwana Nadmorska.
Według danych na rok 1990 gminę zamieszkiwało 97 osób, a gęstość zaludnienia wynosiła 42 osoby/km² (wśród 1421 gmin Górnej Normandii Pierrefiques plasuje się na 799. miejscu pod względem liczby ludności, natomiast pod względem powierzchni na miejscu 872.).